# Propleopus
Propleopus Longman, 1924 era un genere di canguri che visse in Australia durante il Pliocene e il Pleistocene e che appartiene alla megafauna estinta del continente. Il parente vivente più vicino è il topo canguro muschiato, ma Propleopus era notevolmente più pesante, con un peso di circa 70 kg. A differenza della maggior parte dei canguri odierni, era probabilmente onnivoro, come suggerisce la particolare morfologia dei denti. Rimane controverso se questi animali fossero in grado di cacciare e uccidere prede di dimensioni maggiori.
Sono note due specie: Propleopus oscillans, del Pleistocene, e Propleopus chillagoensis, presente anch'essa nel Pleistocene ma anche nel Pliocene. Propleopus oscillans sopravvisse fino alla fine del Pleistocene ed è noto da siti di ritrovamento presso il lago Menindee, i cui depositi sono datati a circa 55.000 anni fa. Probabilmente fu quindi una delle vittime dell'ondata di estinzione quaternaria che spazzò via gran parte della megafauna australiana circa 50.000 anni fa.